# Гратуар
Гратуар (фр. grattoir от gratter — скрести) — металлический скребок, в виде короткого лезвия с заточенными краями, которое закреплялось на рукоятке. Нашёл широкое применение в дисциплинах прикладного искусства, например в художественной графике используется для удаления с поверхности бумаги или пергамента пятен и фрагментов текста, а в скульптуре — для соскабливания выпуклостей и неровностей с гипса.